# Marketinški informacioni sistem
Marketing informacioni sistem (MkIS) je menadžment informacioni sistem (MIS) projektovan da podrži odlučivanje u marketingu. Džober (2007) ga definiše kao „sistem u kome se marketinški podaci formalno prikupljaju, skladište, analiziraju i distribuiraju menadžerima u skladu sa njihovim redovnim potrebama za informacijama.” Dodatno, onlajn poslovni rečnik definiše marketing informacioni sistem (MkIS) kao „sistem koji analizira i procenjuje neprekidno prikupljane marketinške informacije iz unutrašnjih i spoljašnjih izvora kompanije ili trgovine.” Štaviše, „celokupni marketing informacioni sistem može se definisati kao sklop struktura koje se sastoje od procedura i metoda za redovno, planirano prikupljanje, analizu i prezentaciju informacija za odlučivanje u marketingu.” (Kotler i saradnici, 2006)

## Pregled
Rejd i Bojanić (2010) su tvrdili da „Termin istraživanje tržišta relativno uže informiše nego marketing informacioni sistem (MkIS), koji je proistekao iz termina menadžment informaciona sistematizacija. Istraživanje tržišta ukazuje da se informacije ne skupljaju iz specifičnog razloga ili zarad konkretnog projekta; glavni cilj je jednokratna upotreba.”

„Marketing informacioni sistem, koji neprekidno sakuplja početne, rutinske i sistematične podatke, ne koristi se samo za jednu određenu temu, već je osmišljen za praćenje stepena marketinškog uspeha kako bi osigurali postizanje misije, takođe.”

## Značaj
Razvoj MIS sistema postaje izuzetno značajan kao snaga ekonomije koja se oslanja na usluge i bolje razumevanje specifičnih potreba potrošača. Kotler i saradnici (2006) su ga definisali šire kao „ljudi, oprema i procedure koji sakupljaju, razvrstavaju, analiziraju, procenjuju i distribuiraju, shodno potrebama, pravovremeno i tačno određene informacije do onih koji su odgovorni za odlučivanje u marketingu .”

Što se tiče ekonomije koja se fokusira na usluge, marketing je važan za „nadgledanje marketinškog okruženja zbog promene ponašanja kupaca u konkurenciji, tehnologiji, ekonomskim uslovima, i vladinoj politici.” U tom smislu, uloga marketinga postaje vodeća za organizaciju „da se prilagodi promenama u tržišnom okruženju.” (Harmon, 2003)

Kako se ekonomija oslanja na sticanje znanja, neophodno je da marketing informacioni sistemi budu u stanju da definišu i razlikuju vrednosti ponuda koje jedna organizacija obezbeđuje sa poštovanjem prema drugoj, kao i da definiše njihovu konkurentsku prednost. (Harmon, 2003)

Glavna prednost MkIS sistema je ta što integriše sisteme tržišnog praćenja sa strategijom razvoja i strategijom implementacije politike i procesa koji pomažu pri osvajanju i imaju ulogu u potrošačkim menadžment aplikacijama sa sistemima podrške pri odlučivanju u marketingu. Ova oblast stvara marketing inteligenciju koja podržava analizu i aktivnosti bazirane na tržištu,a one podržavaju odnose među potrošačima i uslugama, sa informacijama i aplikacijama u realnom vremenu i pristupima baziranim na tržištu.

### Značajnost MkIS-a
Šadžakan i Arja (2004) su izneli da „zahtevi za MkIS-om mogu da se izraze kroz tri ključna razvoja. Prvo, kada se kompanije šire i proširuju raznolikost na nova tržišta, neophodno je da marketing menadžeri vode računa i o kompanijama i o kupcima. Dakle, postoji veća potreba za marketing informacijama. Drugo, kada se potrošačima poveća kupovna moć, to prouzrokoje tendenciju veće diskriminacije za vreme procedure nabavke. Potpuna svesnost cilja koja vodi potrošača do omiljene robne marke i ciljeva koji razlikuju taj brend od njemu konkurentnih, trebalo bi da bude dobijena od strane istraživača tržišta. Ova svesnost je jedino moguća uz pomoć dobro osmišljenog, efektivnog MkIS-a. Treće, razvoj tržišta i kretanje cenovnih i necenovnih faktora vodi do povećanja značaja, prihvatanja i implementacije od strane konkurenata i pronalaženja odgovora potrošača prema njima. Analiziranjem potreba za MkIS-om iz drugog ugla pojavljuju se još tri faktora: informaciona eksplozija, povećanje kompleksnosti u odlučivanju i tehnološki razvitak.”

### Marketinško istraživanje (MI) i MkIS
Pored toga, „Velika potražnja za prikupljanjem informacija koje su nepohodne za donošenje marketinških odluka,rezultira potrebom za pažnjom. Iako se informacije o marketinškim istraživanjima mogu generisati studijama, koje se obično sprovode na tržištu, marketinški informacioni sistemi su pak dizajnirani da sakupljaju, integrišu, obrađuju i distribuiraju marketinške informacije iz svih izvora,uključujući i one iz marketinških istraživanja. Razlike u karakteristikama između MkIS-a i MI-a prikazane su u nastavku:
| Marketinško istraživanje                                 | Marketing informacioni sistem                                    |
| 1. Naglasak je na upravljanju spoljnim informacijama.    | 1. Upravlja i internim i eksternim podacima.                     |
| 2. Bavi se rešavanjem problema.                          | 2. Bavi se sprečavanjem, ali i rešavanjem problema.              |
| 3. Funkcioniše na fregmentiran način – na bazi projekta. | 3. Funkcioniše kontinuirano kao sistem.                          |
| 4. Nastoji da se fokusira na informacijama iz prošlosti. | 4. Orijentisan je na budućnost.                                  |
| 5. Izvor je inputa za marketing informacioni sistem.     | 5. Uključuje i druge podsisteme pored marketinškog istraživanja. |

Poslovna funkcija marketinga se više bavi planiranjem, promocijom i prodajom proizvoda na postojećim tržištima i razvojem novih proizvoda i novih tržišta. Tako marketing obavlja vitalnu funkciju preduzeća. Poslovne firme,koje su se okrenule kompjuterima,bile su u stanju da efikasno obavljaju funkciju marketinga za organizacioni rast u uslovima globalne konkurencije.

## Glavna struktura
Prema Robertu Džejmonu (2003), MkIS sistemi su razloženi na 4 komponente: (1) korisnički interfejsi, (2) aplikacioni softver, (3) baze podataka i (4) sistemska podrška. U nastavku sledi opis svake od navedenih komponenti:
1. Korisnički interfejsi. Bitan element MkIS-a jesu menadžeri koji će koristiti sistem i interfejs koji im je potreban da bi efikasno analizirali i koristili marketinške informacije. Dizajn samog sistema će zavisiti od toga koji tip odluke menadžeri treba da donesu.
2. Aplikacioni softver. Ljudi koji donose marketinške odluke koriste ove programe da sakupe, analiziraju i urede podatke u svrhu razvoja informacija neophodnih za marketinško odlučivanje.
3. Marketing baze podataka. Архивирано на веб-сајту  (3. мај 2019) Marketing baze podataka čine sistem u kojem se organizuju i čuvaju fajlovi marketinških podataka.
4. Sistemska podrška. Ovu komponentu čine menadžeri sistema koji upravljaju i održavaju sva sredstva sistema, uključujući softverske i hardverske mreže, prate njegove aktivnosti, i obezbeđuju saglasnost sa organizacionom politikom.

Pored ovih komponenti, MkIS sistem uključuje i Sisteme za podršku odlučivanju koji se pak oslanjaju na jednostavne sisteme kao što su Microfsoft Excel, SPSS Архивирано на веб-сајту  (3. мај 2019), i onlajn analitičke alate koji pomažu pri prikupljanju podataka. Prikupljeni podaci za analizu se čuvaju i obrađuju iz skladišta podataka, koji je zapravo sistem skladištenja podataka koji pomaže pri čuvanju i daljoj obradi informacija prikupljenih iz unutrašnjih i spoljašnjih izvora. (Harmen, 2003)

### Baze podataka
Prema Prajdu i Ferlu (2010) „Interna baza podataka je deo najvećeg broja marketing informacionih sistema. Treba dodati da je relativno pogodna za pristup i preuzimanje informacija. Baze podataka omogućavaju trgovcima da iskoriste obilje informacija neophodnih za donošenje marketinških odluka: interni izveštaj o prodaji, novinske članke, novosti vezane za kompaniju, ekonomske izveštaje vlade, bibliografije i ostalo, često pristupom preko kompjuterskog sistema."

#### Interni podaci
Prema Brnu(2004) „interni podaci su vrsta podataka koje marketing informacioni sistem treba da prikupi i njima upravlja. Štaviše, menadžeri na ovo gledaju kao na naredbu za efikasno funkionisanje. Ali dobijanje informacije koja je zaista neophodna od strane marketing informacionog sistema zavisi od toga šta je ta informacija i kako se ona koristi. Sledeći interni operativni podaci su bitni:
- Podaci o prodaji, predstavljeni u grafičkom formatu, mogu da pruže blagovremene informacije o trendovima prodaje i istaknu da li je neophodno ciljati ili se fokusirati na određeni tip kupaca.
- Informacije o cenama po proizvodnoj liniji, u poređenju sa konkurentima, mogu da nadgledaju tržišne trendove; analizirane prema tipu kupaca, one mogu da proveravaju kretanje cena kod pojedinih grupa kupaca.
- Podaci o nivou zaliha i trendovi u ključnim nalozima i u distributerima, fokusirajući se na potrebu podrške različitih medija, pružaju informacije o tržišnom udelu.
- Informacije o tržišnoj podršci, koordinirajući efekte marketinških podršaka, kroz reklame, direktan marketing, trgovinski podsticaj, konkurenciju potrošača i drugo, pomažu da se utvrdi da li su odluke efikasno donete.
- Konkurentske informacije, posmatranje konkurentskih promocija i komunikacija da bi uvideli da li kompanija posluje bolje ili lošije od konkurenata, može da unapredi ciljanje tržišta.[7]

### Ispitivanje životne sredine
Zandhauzen(2000) je tvrdio da je ispitivanje životne sredine prikaz prirode MkIS-a. „Ono pruža pomoć trgovcima da razviju strategije, politike, planove i da naprave programe i budžete kroz suočavanje sa aktuelnim informacijama o trendovima".

### Kotlerov model
Prema Filu Kotleru, četiri komponente koje čine MkIS su sistem internih izveštaja (zapisa), sistem marketinške inteligencije, sistem za istraživanje tržišta i sistem za podršku pri marketinškom odlučivanju.
1. Sistem internih izveštaja: On beleži različite podatke sa različitih odeljenja kompanije i smatra se glavnim izvorom informacija.
2. Sistem marketinške inteligencije: To je glavni izvor koji menadžeri koriste da bi dobili informacije na dnevnoj bazi iz spoljašnjeg okruženja, stoga pomaže menadžerima da brzo reaguju na promene.
3. Sistem za istraživanje tržišta: Koristi se za prikupljanje primarnih i sekundarnih podataka i prikazuje rezultate u obliku izveštaja.
4. Sistem za podršku pri marketinškom odlučivanju: U poređenju sa podacima prethodna tri sistema, on se više fokusira na obradu podataka.[9]

## Prednosti, ograničenja i mogući rizici

### Prednosti
Bazin je izneo da „Sa tržištem koje je sve konkurentnije i koje se širi, količina informacija koja je svakodnevno potrebna organizaciji je velika. S toga mora da se uspostavi marketing informacioni sistem. Postoji više prednosti marketing informacionog sistema:
- Organizovana zbirka podataka- MkIS pomaže menadžerima da organizuju ogromnu količinu podataka sakupljenih na tržištu i tako rezultira povećanjem produktivnosti.
- Široka perspektiva- Sa odgovarajućim MkIS-om, organizacija može da se prati, što može biti korisno za analiziranje samostalnih tokova. Ovo pomaže u uspostavljanju šire perspektive koja nam pokazuje koje korake da preduzmemo da bismo olakšali napredak.
- Čuvanje važnih podataka- Čuvanje važnih podataka je suštinsko u izvršavanju i tako pokazuje još jednom da MkIS nije važan samo za informacije,već i za izvršavanje.
- Izbegavanje krize- Najbolji način da se analizira akcija(udeo na tržištu) je da se sagleda prethodni učinak. Vrhunski vebsajtovi kao moneycontrol prosperiraju na MkIS. Isto, MIS pomaže u praćenju marži i dobiti. Sa uspostavljanjem odličnog informacionog sistema, pravac organizacije može biti analiziran i mogu se sprečiti moguće krize pre njihovog nastanka.
- Koordinacija- Kompanije trajnih i potrošnih dobara se bave ogromnim brojem procesa koji moraju da budu usklađeni. Ove kompanije u potpunosti zavise od MIS-a za pravilno funkcionisanje organizacije.
- Analiziranje i planiranje- MkIS ima presudnu ulogu u planiranju procesa, s obzirom na to da planiranje postupaka zahteva informacije. Za planiranje, prva potrebna stvar je sposobnost organizacije, zatim poslovno okruženje i na kraju analiza konkurencije. U odgovarajućem MkIS-u je sve pomenuto,podrazumevano i ažurno. Stoga je MkIS veoma važan za planiranje i analiziranje.
- Kontrola- Kao što MkIS može biti od pomoći u kriznim situacijama, tako obezbeđuje i kontrolu,s obzirom na to da poseduje informacije o raznim procesima koji se odvijaju širom kompanije.”[10]

### Mogući rizici
„Ipak, zbirka marketinških informacija bi trebalo da se povinuje promenljivom ponašanju, nastalom zbog brze promene na spoljnom tržištu.” Mogući rizici sa kojima bi se u suprotnom suočili, prema Bazinu su:
- Mogu biti propuštene prilike.
- Može doći do nedostatka svesti o promenama u okruženju i u postupcima konkurencije.
- Može biti teško da se analizira zbirka podataka iz više različitih vremenskih perioda.
- Može doći do nepravilnog razmatranja marketinških planova i odluka.
- Kolekcija podataka može biti nepovezana.
- Prethodne studije mogu biti skladištene tako da nisu jednostavne za korišćenje.
- Može doći do kašnjenja ako su neophodne nove studije.
- Postupci mogu da budu reakcioni pre nego predviđeni.

Održavanje, složenost i podešavanje MkIS-a su jedne od glavnih prepreka marketing informacionog sistema. Štaviše, pogrešna informacija u MkIS-u može da postane nezgrapna, pa shodno tome treba postaviti filtere. 

### Ograničenja
Kotler i Filip su rekli da „i primarna i sekundarna istraživanja nude ogromne količine podataka i informacija koje su potrebne trgovcima, međutim,sekundarni izvori imaju relativnu prednost u snabdevanju podacima po nižoj ceni. Istovremeno, preduzeće ne može samostalno da obezbedi sve potrebne podatke, ali može da ih obezbedi uz pomoć sporednih istraživanja. Ipak, istraživači moraju da procene prikupljene, i primarne i sekundarne izvore podataka da bi omogućili tačnost, ažurnost i pravičnost. Svaki metod primarne zbirke podataka, posmatranje, preispitivanje i proba, ima svoje prednosti i mane. Isto, svaka od raznih metoda kontaktiranja, mejl, telefon, lični intervju i onlajn intervju,
takođe ima svoje prednosti i nedostatke.”

## Ruralni marketing informacioni sistem (RuMkIS)
RuMkIS nije neophodan samo za korporativne organizacije koje se bave marketingom poljoprivrednih dobara i robe namenjenih za prodaju u ruralnim područjima. RuMkIS je takođe neophodan i poljoprivrednicima i farmerima koji se bave donošenjem vaznih odluka.